# Starter for 10
Starter for 10 is een Britse film uit 2006 onder de regie van Tom Vaughan. De film is gebaseerd op het boek Starter for 10 (2003) van David Nicholls.
De film draait om Brian Jackson, gespeeld door James McAvoy, een eerstejaars student aan de universiteit van Bristol die een plek weet te bemachtigen in het University Challenge quiz team.
Starter for ten ging in première op het Toronto Film Festival in september 2006.

## Verhaal
De film speelt zich af in 1985 en vertelt het leven van Brian Jackson (James McAvoy), een eerstejaarsstudent aan de universiteit van Bristol. Hij is een begaafd maar lichtelijk wereldvreemd persoon, en sinds zijn jeugd fan van University Challenge. De bekende catchphrase van deze tv quiz -"Your starter for 10" is de titel van deze film. Kort na zijn arriveren op de universiteit grijpt hij de kans om mee te mogen doen met Bristol's University Challenge team. Dan wordt hij verliefd op zijn stijlvolle teamgenoot Alice (Alice Eve), hoewel hij meer gemeen heeft met een Joodse anti culturalistische vriendin, Rebecca (Rebecca Hall).
Bovendien voelt hij zich gevangen tussen zijn nieuwe universitaire leven en zijn oude leven in Southend-on Sea, Essex.

## Cast
- James McAvoy - Brian Jackson
- Dominic Cooper - Spencer
- James Corden - Tone
- Simon Woods - Josh
- Catherine Tate - Julie Jackson
- Elaine Tan - Lucy Chang
- Alice Eve - Alice Harbinson
- Rebecca Hall - Rebecca Epstein
- Charles Dance - Michael Harbinson
- Lindsay Duncan - Rose Harbinson
- Benedict Cumberbatch - Patrick Watts
- Mark Gatiss - Bamber Gascoigne
- James Gaddas - Brian's father
- John Henshaw - Des

## Prijzen en nominaties
In totaal werd de film tussen 2006 en 2007 genomineerd voor 4 prijzen, waarvan hij er 1 won:
- 2006: Austin Film Festival Audience Award: Tom Vaughan en David Nicholls
- 2006: Nominatie British Independent Film Awards voor Douglas Hickox Award: Tom Vaughan
- 2007: Nominatie Empire Award voor beste Britse Film
- 2007: Nominatie Empire Award voor beste Mannelijke Nieuwkomer : Dominic Cooper

## Soundtrack
De soundtrack bestaat uit een collectie van Britse hits uit de jaren 70 en 80, met een knipoog naar liefde en romantiek.
| - The Cure - In Between Days - The Psychedelic Furs - Love My Way - Black - Wonderful Life - Buzzcocks - Ever Fallen in Love (With Someone You Shouldn't 've) - The Cure - Six Different Ways - Yazoo - Situation - Motörhead - Ace of Spades | - The Cure - Love Song - Kate Bush - The Man with the Child in His Eyes - The Cure - Pictures of You - Echo & The Bunnymen - Do It Clean - Tears for Fears - The Hurting - The Cure - Boys Don't Cry - The Style Council - Long Hot Summer | - The Smiths - Please, Please, Please, Let Me Get What I Want - New Order - Blue Monday - Wham! - I'm Your Man - Bananarama - Venus - The Undertones - Teenage Kicks |